# Amazon-Klasse (1971)
Die Amazon-Klasse oder auch der Type 21 war ein Fregattentyp der Royal Navy und wird von der pakistanischen Marine verwendet. Typschiff ist die HMS Amazon.

## Geschichte
Die Fregatten der Amazon-Klasse wurden in den 1960er-Jahren als Geleitschiffe konzipiert und in den 1970er-Jahren gebaut. Sie wurden als kostengünstigerer Ersatz für ältere Schiffe aus der Nachkriegsära und Zwischenschritt zu den Fregatten der Broadsword-Klasse geplant. Ihr Entwurf basierte auf den Entwürfen für die Leander-Klasse, breite Version.
Die Royal Navy ließ die acht Schiffe der Amazon-Klasse, als erste Kriegsschiffe überhaupt, aus Kostengründen privat planen und bauen, und zwar von den Werften Vosper Thornycroft und Yarrow. Die Royal Australian Navy hatte Interesse an fünf Schiffen dieser Klasse gezeigt, zog sich später aber wieder aus dem Projekt zurück.
Wegen ihrer schnittigen Linienführung und ihrer hohen Geschwindigkeit wurden sie von den Seeleuten bald Porsche genannt.
Im Falklandkrieg 1982 wurden die Ardent und die Antelope durch feindliches Feuer versenkt.

### Die Schiffe im Falklandkrieg
Bis auf die Amazon wurden alle Schiffe dieser Klasse im Falklandkrieg eingesetzt. Die Ardent wurde am 21. Mai 1982 von argentinischen Flugzeugen mit Bomben angegriffen, brannte aus und sank. 22 Mannschaftsmitglieder starben.
Die Antelope wurde zwei Tage später von mehreren Bomben getroffen, die aber beim Aufschlag nicht explodierten. Eine der Bomben explodierte, während ein Spezialistenteam versuchte, sie zu entschärfen. Dabei geriet eine der Waffenkammern in Brand, was zu mehreren Explosionen führte. Das Schiff sank am folgenden Nachmittag.
Beide Schiffe konnten noch vor dem Sinken evakuiert werden.

### Nach dem Falklandkrieg

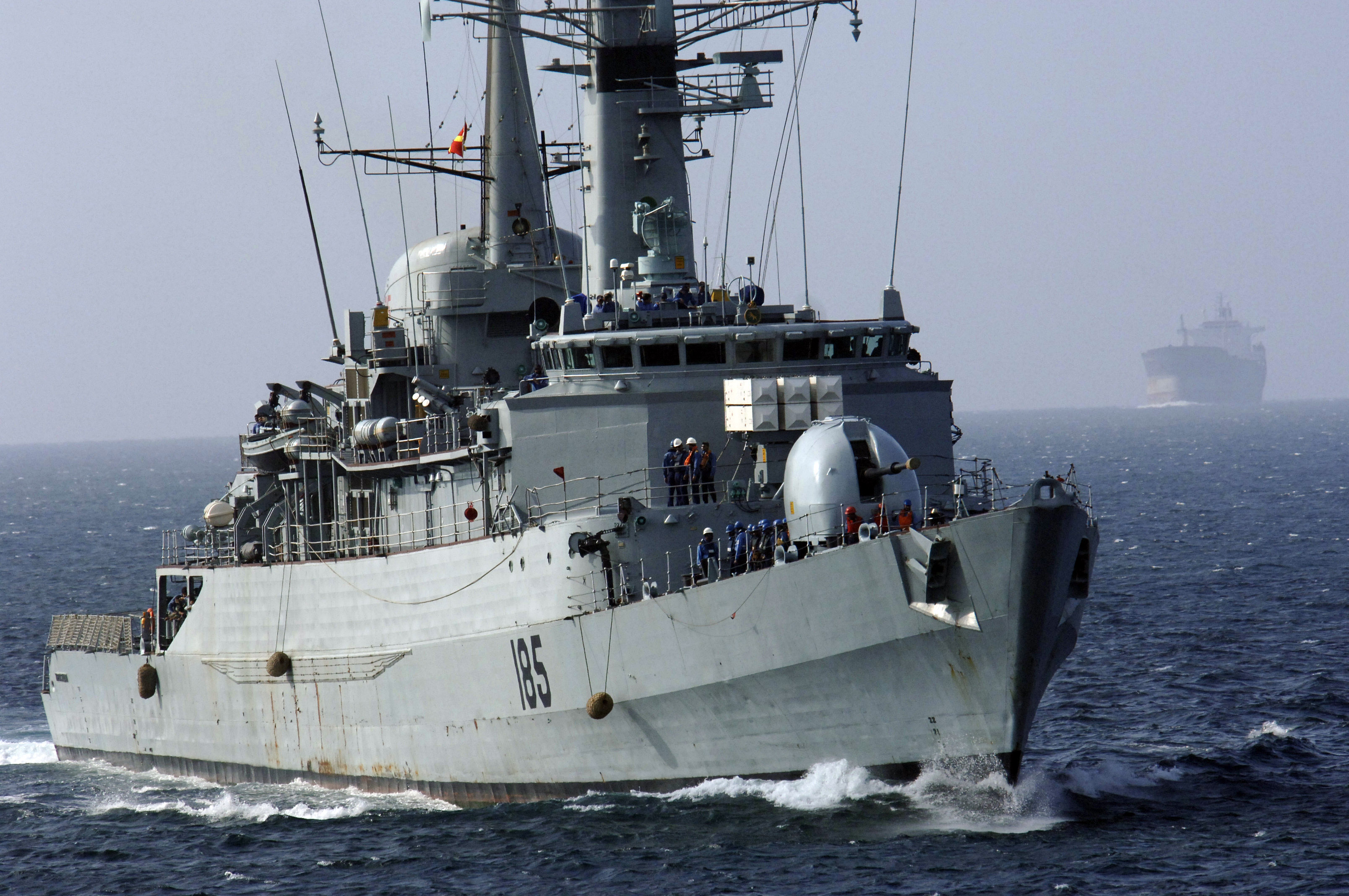
Der pakistanische Zerstörer Tippu Sultan (D 185), benannt nach Tipu Sultan

Die Royal Navy war nicht recht zufrieden mit den Schiffen dieses Typs, da zwei der Schiffe von Flugzeugen versenkt worden waren, obwohl sie eigentlich gegen Bedrohungen aus der Luft konzipiert worden waren. Außerdem kam es durch die verwendeten Aluminiumbauteile zu inakzeptablen Verlusten unter der Mannschaft. Die Fregatten waren durch ihren neuen komplizierten Antrieb aus unabhängig voneinander laufenden Gasturbinen sehr wartungsintensiv und erwiesen sich bei schwerem Seegang als äußerst instabil.
Die Schiffe versahen noch bis 1993 ihren Dienst bei der Royal Navy und wurden danach an Pakistan verkauft. Von der pakistanischen Marine wurden sie in Tariq-Klasse umbenannt, da das erste Schiff, das sie erhielt, die HMS Ambuscade, nun Tariq heißt.

## Konstruktion
Die Schiffe der Klasse waren die ersten der Royal Navy, die Gasturbinen statt Dieselmotoren oder Dampfturbinen erhalten sollten. Im ursprünglichen Entwurf war ein hoher Einsatz von Aluminiumbestandteilen vorgesehen, um eine hohe Topplastigkeit zu vermeiden. Durch den Angriff auf die Ardent und das dabei entstandene Feuer begannen diese Bauteile (vor allem Leitern u. ä.) zu schmelzen, daher wurden diese Bauteile nach 1982 entfernt und durch Stahlteile ersetzt.
Die Schiffe hatten eine Bewaffnung aus Seacat-Flugabwehrraketen, Torpedos und Geschützen sowie U-Jagd-Hubschraubern. Außerdem verfügten die Schiffe über neue Elektronik wie beispielsweise das CAAIS (computerunterstütztes Informationssystem), die alle vorhandenen Sensoren kombinierte.
Die Klasse setzte neue Standards in der Automation und Integration der Systeme sowie dem Wohnkomfort der Mannschaft.

### Modifikationen
Bereits vor der Indienststellung der Schiffe gab es starke Kritik von allen Seiten; so wurde ein Programm ins Leben gerufen, um Exocet-Seezielflugkörper auf den Schiffen sowie Mittel für elektronische Gegenmaßnahmen zu installieren. Ende der 1980er-Jahre wurden die alten Westland-Wasp-Hubschrauber durch Westland-Lynx-Hubschrauber ersetzt. Außerdem wurden neue Torpedos Mark 44 und Mark 46 der United States Navy mit den dazugehörigen Torpedorohren eingeführt.
In Pakistan wurden die Schiffe umfassend modernisiert. So erhielten die meisten Phalanx-CIWS-Nahbereichsverteidigungssysteme. Es wurden außerdem die Sea Cat durch chinesische LY-60N-Raketen sowie die Exocet-Starter durch Harpoon-Starter ersetzt.

## Einheiten
In Diensten der Royal Navy trugen alle Schiffe Namen, die mit dem Buchstaben „A“ begannen.
| Kennung | Name          | Werft                           | Bestellung        | Kiellegung         | Stapellauf         | Indienststellung  | Verbleib | Neuindienststellung | Neue Kennung |
| ------- | ------------- | ------------------------------- | ----------------- | ------------------ | ------------------ | ----------------- | --- | ------------------- | ------------ |
| F169    | HMS Amazon    | Vosper Thornycroft, Southampton | 26. März 1969     | 6. November 1969   | 26. April 1971     | 11. Mai 1974      | Babur Pakistanische Marine | 30. September 1993  | D182         |
| F170    | Antelope      | Vosper Thornycroft, Southampton | 11. Mai 1970      | 23. März 1971      | 16. März 1972      | 16. Juli 1975     | Am 24. Mai 1982 im Falklandkrieg gesunken |                     |              |
| F171    | HMS Active    | Vosper Thornycroft, Southampton | 11. Mai 1970      | 21. Juli 1971      | 23. November 1972  | 17. Juni 1977     | Shah Jahan Pakistanische Marine | 23. September 1994  | D186         |
| F172    | HMS Ambuscade | Yarrow, Glasgow                 | 11. November 1971 | 1. September 1971  | 18. Januar 1973    | 5. September 1975 | Tariq Pakistanische Marine Ende 2023 an den schottischen Geschäftsmann David O’Neill verkauft, der aus dem Schiff ein Museum in Greenock machen will. | 28. Juli 1993       | D181         |
| F173    | HMS Arrow     | Yarrow, Glasgow                 | 11. November 1971 | 28. September 1972 | 5. Februar 1974    | 29. Juli 1976     | Khaibar Pakistanische Marine | 1. März 1994        | D183         |
| F174    | HMS Alacrity  | Yarrow, Glasgow                 | 11. November 1971 | 5. März 1973       | 18. September 1974 | 2. Juli 1977      | Badr Pakistanische Marine | 1. März 1994        | D184         |
| F184    | Ardent        | Yarrow, Glasgow                 | 11. November 1971 | 26. Februar 1974   | 9. Mai 1975        | 14. Oktober 1977  | Am 22. Mai 1982 im Falklandkrieg gesunken |                     |              |
| F185    | HMS Avenger   | Yarrow, Glasgow                 | 11. November 1971 | 30. Oktober 1974   | 20. November 1975  | 15. April 1978    | Tippu Sultan Pakistanische Marine | 23. September 1994  | D185         |